# إعطاء تحت الشفة

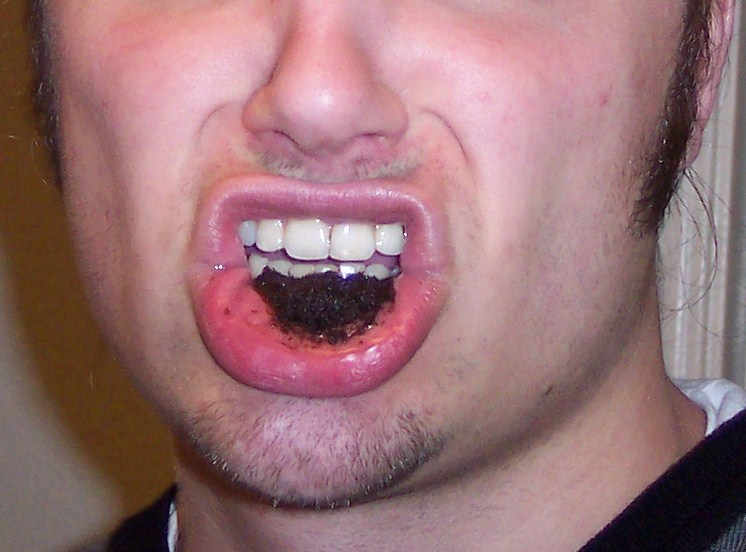
غمس التبغ في الفم

إعطاء الأدوية تحت الشِّفَّة هو الطريق الدوائي لإعطاء الأدوية الذي توضع بواسطته المادة الفعّالة بين الشِّفّة واللِّثة. ويجب التمييز بينه وبين طريقة إعطاء الأدوية تحت اللسان (sublingual administration). قد تصاب منطقة لجام اللسان بالتهيج عند تعرضها للمواد المسببة للتآكل حيث يمكن تجنب هذه المضاعفات بواسطة هذه الطريقة. وتستخدم عادةً للأدوية مثل ثلاثي نترات الغليسريل, الذي يستخدم لعلاج الذبحة الصدرية.

## إعطاء الأدوية عند الشِّفة العليا
بعض الادوية تعد غير فعّالة في الجهاز الهضمي, ولكن يمكن تجنب هذا إذا وُضِغت بين الشِّفّة العليا واللّثة. بحيث يمنع هذا من بلع المواد مع اللُعاب, كما يحدث عادة بين الشفة السفلية واللثة, وبالتالي يسمح بإطلاق  الدواء ببطء لإطالة مدة فعاليته.